# 埃尔维索德圣胡安
埃尔维索德圣胡安，是西班牙卡斯蒂利亚-拉曼恰托莱多省的一个市镇。总面积53平方公里，总人口1362人（2001年），人口密度26人/平方公里。